# D'un retournement l'autre
D'un retournement l'autre (sous-titrée Comédie sérieuse sur la crise financière en quatre actes et en alexandrins) est une pièce de théâtre en quatre actes écrite en 2011, par Frédéric Lordon, économiste et directeur de recherche au CNRS, à propos de la crise des subprimes. 
La pièce est adaptée au cinéma par Gérard Mordillat dans le film Le Grand Retournement, sorti en salles le 23 janvier 2013.

## Résumé
Le Président de la République française et son Premier ministre reçoivent le gouverneur de la Banque nationale et ses conseillers. Les banquiers sont demandeurs d'une aide de l'État à la suite de leurs pertes dans la crise des subprimes. La dette publique explose et conduit à la rigueur pour tous, sauf les banquiers. Ce retournement des marchés annonce celui du peuple.
Dans la postface intitulée Surréalisation de la crise, l'auteur défend un théâtre engagé.

## Citations
Acte 1, scène 1 — Le fondé de pouvoir :

« Et néanmoins, Monsieur, nous sommes à la peine

Les actifs avariés sont jetés à la benne

Sans qu’on en puisse dire la valeur à la casse ;

Nos comptables s’épuisent et sont à la ramasse.

Car le mark-to-market supposait le marché :

Le marché en carafe, et nous sommes paumés.

Nous savons tous nos comptes menacés de carnage,

Mais sans un prix qui vaille, nageons en plein potage. »

## Structure et forme
La pièce est en quatre actes et écrite en alexandrins qui se disent la plupart du temps sous les conventions de l'élision à l'hémistiche et de la synérèse. Durée : environ 1 h 15.

## Personnages
- Le président de la République
- Le Premier ministre
- Le premier conseiller
- Le deuxième conseiller
- Le nouveau deuxième conseiller
- Le troisième conseiller
- Le banquier
- Quatre autres banquiers
- Le gouverneur de la Banque centrale
- Le fondé de pouvoir
- Le trader
- Le grand journaliste
- L'huissier

## Représentations
- Centquatre (Paris), lecture publique dans le cadre du festival « Paris en toutes lettres » par Jacques Bonnaffé, Denis Podalydès, Patrice Bornand, Francis Leplay, Christian Benedetti 7 mai 2011).
- La Maison des métallos (Paris), mise en scène de Luc Clémentin, 2012[1].
- Mairie du 2e arrondissement de Paris (Séminaire Copernic), mise en scène de Christophe Laluque, 2012[2].
- Théâtre Montmartre-Galabru (Paris), mise en scène de Judith Bernard, 2012[3].
- Festival d'Avignon (off), mise en scène de Judith Bernard, 2012[4].
- Clin d'œil Théâtre (Saint-Jean-de-Braye), mise en scène de Brigitte Mounier et Layla Nabulsi, 2013[5]
- Théâtre Le Public (Bruxelles), mise en scène de Brigitte Mounier et Layla Nabulsi, 2014 [6].
- Théâtre de la Rotonde sur le campus de l'INSA Lyon, 2017[7].

## Accueil de la pièce dans les médias
Sur France Culture, Frédéric Lordon est invité par Marc Voinchet qui présente sa pièce comme « une comédie bien vivante sur le monde tel qu'il tourne, et tel qu'il nous désespère ». Caroline Broué et Hervé Gardette qualifient sa comédie de « pièce entre tragédie classique et farce sinistre qui met en scène principaux acteurs du monde politico-financier ».
Sur Médiapart, Ludovic Lamant estime que « le théâtre et le grotesque [sont] plus forts que la théorie économique pour comprendre ce qui se joue dans la débâcle de l'Europe »
Selon Libération, Frédéric Lordon met « à nu les attitudes humaines qui ont rendu possible le krach bancaire de septembre 2008 : l'avidité des banquiers, la servilité des hauts fonctionnaires, l'aveuglement des politiques ».
Selon Alain Beuve-Méry, il s'agit d'une « comédie sérieuse sur la crise financière de l'automne 2008 » qui dénonce « les excès des petits marquis de la finance (banquiers, traders) qui, jouant aux apprentis sorciers, ont acculé au bord du gouffre les économies de plusieurs pays », une satire « féroce et jubilatoire ».
Pour Estelle Jolivet, Frédéric Lordon « montre l'univers cynique et décomplexé de la finance, mais aussi ses liens étroits avec le pouvoir politique ». La « belle langue de Lordon, servie en alexandrins, est un régal. Vous rirez, certainement. Et aurez peut-être l’impression d’avoir plongé — de votre plein gré — dans le potage de « rigueur » assaisonnée de « crise » dans lequel vous baignez dès que vous cherchez à vous informer. Mais ça en vaut la peine ».
Deux ans après la publication initiale, le Figaro qualifie Frédéric Lordon de « versificateur virtuose, qui a fait le choix de l'alexandrin pour raconter la déconfiture d'un système qui a tous les traits de l'Ancien Régime » dans « une farce sinistre qui dresse un portrait dévastateur de notre élite (le lecteur reconnaîtra sans peine ses plus célèbres représentants) ».